# Traffic (2000.)
Traffic je kriminalistička drama  Stevena Soderbergha iz 2000. Govori o trgovini droge iz mnogih perspektiva: konzumenta, policajca, političara i dilera, čiji se životi isprepliću iako se oni nikad nisu sreli. Film je adaptacija britanske serije Traffik.

## Radnja

### Struktura
Poznavateljica filma Alisa Quart opisala je Traffic kao prvi film iz kategorije koju ona naziva "hiperlink filmovi", u kojima se odvija više radnji, od kojih svaka utječe na drugu, a da likovi toga nisu svjesni.

### Sadržaj
Film počinje u  Meksiku, gdje policajac Javier Rodriguez (Benicio del Toro) i njegov partner, Manolo, zaustavljaju pošiljku droge i uhite kurire. Njihovo uhićenje ometa general Salazar, visoko rangirani meksički dužnosnik. General, koji najavljuje kako želi "uništiti kartel iz Tijuane", odlučuje angažirati Javiera, jednog od rijetkih poštenih policajaca u Meksiku. Javieru je povjereno da nađe i uhapsi Frankieja Flowersa (Clifton Collins Jr.) - zloglasnog plaćenog ubojicu koji radi za narkomanski kartel iz Tijuane.
U međuvremenu, Robert Wakefield (Michael Douglas), konzervativni sudac iz  Ohija, postavljen je na čelo predsjednikova ureda za nacionalnu kontrolu droge, a nazivaju ga Car Droge. Wakefielda su upozorili njegov prethodnik i nekoliko utjecajnih političara kako je pobjeda u ratu protiv droge nemoguća te da prihvati svoju poziciju Cara Droge kako bi stekao iskustvo u visokoj politici. Iako to Robert ne zna, njegova uzorna kćer srednjoškolka koja živi u predgrađu Cincinnatija, Caroline (Erika Christensen), uzima kokain i postaje ovisnica nakon što joj je njezin dečko, Seth (Topher Grace), ponudio heroin. Ona i Seth uhićeni su kad se jedan drugi učenik iz njezine srednje škole predozirao heroinom, nakon čega su ga htjeli anonimno ostaviti u obližnjoj bolnici.
U trećoj priči, koja je smještena u San Diego, odvija se tajna operacija Odjela za poroke - koju predvode Montel Gordon (Don Cheadle) i Ray Castro (Luis Guzman), dva ambiciozna agenta koji su čekali priliku da uhvate bogatog bijelog dilera koji se predstavlja kao ribar Eduardo Ruiz (Miguel Ferrer). Tijekom procesa, Ruiz završava u bolnici, a Gordon i Castro počinju ga ispitivati rekavši mu kako mu je jedina šansa da otkrije Odjelu za poroke ime šefa. Ruiz odlučuje riskirati u zamjenu za imunitet nakon što je čuo da je posjedovanje veće količine droge ozbiljan zločin, te izdaje šefa: narko-bossa Carlosa Ayalu (Steven Bauer), najvećeg distributera droge za braću Óbregon u SAD-u. Ayalu optužuje strogi tužitelj Ben Williams (James Pickens Jr.), kojeg je odabrao Robert Wakefield koji se nada da će Ayalinom osudom poslati snažnu poruku meksičkim narko organizacijama.
Javier uspijeva pronaći Flowersa, jer je čuo da je ovaj  homoseksualac i da često posjećuje gay barove kako bi pokupio promiskuitetne muškarce. Nakon što ga je Javier počeo strašno mučiti, odaje Salazaru imena nekoliko važnih članova narko kartela Óbregon, koji su uhićeni u velikoj akciji policije i vojske. Javier i Salazar pokušavaju onesposobiti organizaciju braće Óbregon, ali Javier ubrzo doznaje kako Salazara plaćaju rivali braće Óbregon, kartel Juaréz. Cijela meksička kampanja protiv narkomafije je prevara, a Salazar uništava jedan kartel, ne zbog dužnosti, nego jer se udružio s drugim kartelom radi profita.
Robert, shvativši kako mu je kćer ovisnica, nađe se u teškoj situaciji, između zahtjevne pozicije i mučnog obiteljskog života. Sve se više zadubljuje u svoj posao te se počinje interesirati za rehabilitaciju ovisnika, najviše zbog svoje obiteljske situacje. Kad je otišao u Meksiko da vidi kako "napreduje borba na prvim linijama", ohrabruju ga Salazarovi postupci protiv braće Óbregon (ne znajući stvarne razloge generalove motivacije). Wakefield uviđa kako se, kao nacija, Meksiko ne pokušava boriti protiv droge budući u njihovoj vladi ne postoji funkcija kao njegova, a državna politika je da "ovisnici liječe sami sebe" umirući. Na povratku avionom Robert je frustriran jer njegova ekipa ne uspijeva naći nove ideje kako se boriti dilanja ili kako rehabilitirati sadašnje ovisnike te shvaća da narko-organizacije u  Latinskoj Americi imaju budžete koji daleko nadmašuju one američkih ureda za borbu protiv droge. Vrativši se u Ohio, Robert shvaća kako su propali njegovi pokušaji da rehabilitira Caroline te da je ona pobjegla iz grada, a nitko ne zna gdje je. Ona se potajno prostituira i krade od svojih roditelja kako bi mogla kupiti drogu.
Kako počinje suđenje protiv Carlosa Ayale, njegova žena, Helena (Catherine Zeta-Jones), koja je tek nedavno saznala čime joj se bavi muž, pokušava održati život svoje obitelji normalnim. Njoj i njezinu sinu počinju prijetiti ubojice braće Óbregon. Suočena s mogućom doživotnom kaznom za svog muža i prijetnjama njoj i njezinu sinu, ona se odlučuje na očajnički potez i angažira Flowersa kako bi ubio Eduarda Ruiza. Svjesna je da će ubojstvom Ruiza automatski stati i suđenje.
Javierov partner, Manolo, koji je također saznao za laži generala Salazara, prodaje informaciju kartelu Óbregon, ali ga ubijaju radi izdaje. Javier, koji više ne može izdržati radeći za Salazara, odlučuje se dogovoriti s jedinim organizacijama koje nije zahvatila korupcija - američkoj Vladi i FBI-ju. U zamjenu za svjedočenje, Javier zahtjeva struju za svoju četvrt, kako bi djeca mogla igrati bejzbol noću radije nego da se pridruže uličnim bandama u kriminalu. Tajna generala Salazara otkrivena je javno; on je ubrzo uhićen i mučen do smrti.
Robert počinje tražiti kćer, vodeći Setha sa sobom, koji se boji da će ih ubiti jer se petljaju u takve opasne poslove. Nakon što mu je zaprijetio i umalo ga ubio diler, Robertu se opet vraća njegova namjera i provaljuje u otrcanu hotelsku sobu u Cincinnatiju, našavši polusvjesnu Caroline kako se prostituira s dobro starijim muškarcem. Robert je počinje tješiti te se rasplače. Vraća se u Washington kako bi održao govor o "Planu u 10 točaka" koji bi trebao biti temelj borbe protiv droge. Usred govora počinje zamuckivati i kaže novinarima da je rat protiv droge rat protiv mnogih članova naših obitelji, koji on ne može prihvatiti. Daje otkaz i polazi kući, zadovoljan svojom odlukom da napusti posao.
Flowersov pokušaj ubojstva Ruiza propada nakon što je njega radi izdaje ubio snajperist koji je radio za kartel Óbregonovih. Helena, znajući kako će Ruiz ubrzo svjedočiti, dogovara se s Juanom Óbregonom (Benjamin Bratt), šefom narko-kartela, koji oprašta dug obitelji Ayala i ubija Ruiza. Carlos Ayala je oslobođen, što baca u očaj Montela Gordona, koji je izgubio prijatelja i partnera, Raya Castra (Luis Guzman), kad je Frankie pokušao ubiti Ruiza auto-bombom. Ubrzo Montel provaljuje u Ayalinu kuću i ilegalno postavlja mikrofon pod jedan od stolova, prije nego što su ga izbacili. Ayala počinje sumnjati kako je njegov dobar prijatelj Arnie Metzger planirao ući u njegovu kuću kako bi mu oduzeo ženu i sina nakon što su njega osudili za trgovinu drogom.
Robert i njegova žena počinju ići na sastanke Anonimnih ovisnika sa svojom kćeri, kako bi podržali nju i sve ostale tamo.
Javier dovodi medije u Meksiko i otkriva raširenu korupciju u policiji i vojsci. Film završava s njim dok gleda kako meksička djeca igraju bejzbol noću, na njihovom novom stadionu.

## Produkcija

### Adaptacija scenarija
Film skraćuje priču iz originalne televizijske serije, a mjesto radnje je iz Pakistana premješteno u Meksiko. Pisac Stephen Gaghan prvo je mislio priču o obitelji Wakefield smjestiti u svoj rodni grad Louisville, Kentucky. Tijekom svog istraživanja, međutim, shvatio je kako loše četvrti Cincinnatija izgledaju gore nego one u Louisvilleu i da će bolje poslužiti svrsi, pa je priču prebacio tamo.
Kad je jedan kritičar primijetio kako se čini nerealističnim da su kćerine ocjene u srednjoj školi gotovo savršene s obzirom na to da se drogira, Gaghan je istaknuo da je svjedodžba iz filma iz srednje škole njegova i da se u to vrijeme drogirao.

### Casting
Uloga suca Wakefielda prvo je pripala  Harrisonu Fordu, ali se on povukao prije produkcije, a zamijenio ga je Michael Douglas. Ford je odbio nastupiti i u filmu Syriana iz 2005., čiji je scenarij također napisao Stephen Gaghan. Ford je poslije izjavio kako su to dvije uloge za kojima najviše žali.
Michael Douglas i Catherine Zeta-Jones bili su zaručeni tijekom snimanja ovog filma, ali se ne pojavljuju zajedno ni u jednoj sceni.

## Nagrade
Na dodjeli Oscara,  Zlatnih globusa i nagrade udruženja redatelja 2000., Soderbergh je bio nominiran za režiju dva filma: Traffic i Erin Brockovich.
Topher Grace i Erika Christensan osvojili su nagrade za mlade glumce za portret mladog srednjoškolskog para ovisnika o kokainu. Udruga kritičara Vancouvera dodijelila je "Trafficu" tri nagrade: za najboljeg glumca (Benicio del Toro), scenarij (Stephen Gaghan) i najbolji film.

### Oscari
Film je osvojio Oscare za  režiju,  najboljeg sporednog glumca, montažu i najbolji adaptirani scenarij. Bio je nominiran i za najbolji film, ali nije osvojio.
Benicio del Toro je jedan od četvero glumaca koji su osvojili Oscara za ulogu uglavnom na stranom jeziku (većina del Torova dijaloga je na  španjolskome). Ostali su Sophia Loren, Robert De Niro i Roberto Benigni.

### Ostalo
Na dodjeli Zlatnih globusa, Traffic je osvojio nagradu za najboljeg sporednog glumca i najbolji scenarij.
Na dodjeli nagrada Edgar, Stephen Gaghan osvojio je nagradu za scenarij, kao i nagradu Udruženja scenarista Amerike za najbolji adaptirani scenarij.

## Vanjske poveznice
- Traffic u internetskoj bazi filmova IMDb-a
- Traffic na Rotten Tomatoes
- Criterion Collection essay by Manohla Dargis  Arhivirana inačica izvorne stranice od 29. rujna 2007. (Wayback Machine)
- Criterion Collection essay by Larry Blake  Arhivirana inačica izvorne stranice od 29. rujna 2007. (Wayback Machine)